# Kadena
Kadena (嘉手納町?) è una cittadina giapponese della prefettura di Okinawa.
Nei pressi di Kadena si trova la Kadena Air Base, una delle maggiori basi aeree della United States Air Force nell'area del Pacifico. Nella base lavorano ca. 18.000 americani e ca. 4.000 giapponesi.